# Alcañices
Alcañices è un comune spagnolo di 1 159 abitanti situato nella comunità autonoma di Castiglia e León.